# 32-es busz (Miskolc)
A miskolci 32-es buszjárat az Avas és a Gömöri pályaudvar kapcsolatát látja el.

## Története
- 1977. augusztus 1.–1978. április 30. Repülőtér – Avas lakótelep
- 1978. május 1.–1979. május 31. Avas lakótelep – Szemere u.
- 1979. június 1.–1982. május 31. Avas lakótelep – Vörösmarty u.
- 1982. június 1.–1985. május 31. Avas lakótelep/Avas vk. – Gömöri pályaudvar
- 1985. június 1.–1997. április 30. Avas kilátó – Gömöri pályaudvar
- 1997. május 1.–1998. május 31. Avas vk. – Gömöri pályaudvar
- 1998. június 1.– Avas kilátó – Gömöri pályaudvar

A két végállomás közti távot 24 perc alatt teszi meg. 2009. júniusától egyes megállók neve elavulásuk miatt megváltozott.

## Követési ideje
Hétköznap csúcsidőben 20-30,azon kívül 30 percenként közlekedik. Hétvégén a délelőtti 30 perc kívételével,40-60 percenként közlekednek a buszok.Hétköznap délelőtt,amikor a 36-os nem közlekedik az Avas II. ütemének Gömöri pályaudvar felé 15,Avas kilátó felé 10-20 percenként közlekedik. Hétvégén délelőtt a közös összehangoltság Gömöri pu. felé 15,Avas kilátó felé 10-20,kora délután 20,a többi időszakban 30 perc.

## Megállóhelyei
| 0  | Avas kilátó végállomás       | 23 | 29, 30, 31, 34, 35, 35G, 36, 39, Auchan 2, 900, 935 |
| 1  | Leszih Andor utca            | 22 | 29, 30, 31, 34, 35, 35G, 36, 39, Auchan 2, 900, 935 |
| 2  | Hajós Alfréd utca            | 21 | 29, 30, 31, 34, 35, 35G, 36, 39, Auchan 2, 900, 935 |
| 3  | Mednyánszky utca             | 20 | 29, 30, 31, 34, 35, 35G, 36, 39, Auchan 2, 900, 935 |
| 4  | Ifjúság útja                 | 19 | 20B, 29, 30, 31, 34, 35, 35G, 36, 39, Auchan 2, 900, 935 |
| 5  | Avas városközpont            | 18 | 20B, 29, 30, 31, 34, 35, 36, 39, 900, 935, Auchan 2 |
| 7  | Sályi István utca            | 16 | 20B, 29, 30, 34, 36, 39, 900, 935, Auchan 2 |
| 8  | Szentgyörgy út               | 14 | 12, 20, 20A, 20B, 29, 30, 34, 36, 39, 900, 935, Auchan 2 |
| 9  | Vasúti felüljáró             | 13 | 12, 20, 20A, 24, 30, 34, 36, 935 |
| 11 | Tapolcai elágazás            | 12 | 4, 12, 14, 20, 20A, 24, 30, 34, 36, 43, 44, 45, 900, 914, 935 1050, 1369, 1370, 1372, 1373, 1374, 1375, 1376, 1377, 1380, 1410, 1411 3738, 3739, 3740, 3741, 3742, 3743, 3744, 3745, 3746, 3747, 3748, 3749, 3750, 3751, 3752, 4019 |
| 13 | Petneházy utca               | 10 | 4, 35G, 45 |
| 14 | Lévay József utca            | 8  | 4, 30, 31, 35G, 45 1369, 1370, 1381 3738, 3739, 3740, 3741, 3742, 3743, 3744, 3745, 3746, 3747, 3748, 3749, 3750, 3751, 3752, 4019 |
| 16 | Vörösmarty városrész         | 7  | 3A, 14G, 21, 21G, 24, 45 1050, 1369, 1370, 1372, 1375, 1376, 1380, 1381 3738, 3739, 3740, 3741, 3742, 3743, 3744, 3745, 3746, 3747, 3748, 3749, 3750, 3751, 3752, 4019 |
| 18 | Szinvapark                   | 5  | 3A, 12, 20, 20A, 20B, 24, 28, 34, 35, 43, 44, 45, Auchan 1 1, 1A, 2 |
| 19 | Búza tér                     | 3  | 1, 3, 3A, 4, 7, 11, 12G, 20, 20A, 20B, 24, 28, 43, 44, 45, 900, 935 1369, 1370, 1372, 1373, 1374, 1375, 1376, 1377, 1379, 1380, 1382, 1383, 1384, 1412 3700, 3701, 3702, 3703, 3704, 3705, 3706, 3707, 3708, 3709, 3710, 3711, 3712, 3715, 3716, 3717, 3718, 3719, 3720, 3721, 3722, 3723, 3724, 3726, 3727, 3728, 3729, 3730, 3731, 3733, 3734, 3735, 3736, 3737, 3738, 3739, 3740, 3741, 3742, 3743, 3744, 3745, 3746, 3747, 3748, 3749, 3750, 3751, 3752, 3754, 3755, 3757, 3760, 3761, 3765, 3768, 3769, 3770, 3774, 3775, 3776 |
| 21 | Malom                        | ∫  | |
| ∫  | Hatvanötösök útja            | 2  | |
| ∫  | Eperjesi utca                | 1  | |
| 22 | Gömöri pályaudvar végállomás | 0  | 8 Miskolc-Gömöri |

Megjegyzés: késő éjszaka a Gömöri pályaudvartól a Szondi György utcáig 32G jelzésű busz közlekedik.